# Station Ponętów
Station Ponętów is een spoorwegstation in de Poolse plaats Ponętów Górny.